# Кастехон-дель-Пуенте
Кастехон-дель-Пуенте (ісп. Castejón del Puente) — муніципалітет в Іспанії, у складі автономної спільноти Арагон, у провінції Уеска. Населення — 424 особи (2009).
Муніципалітет розташований на відстані близько 370 км на північний схід від Мадрида, 50 км на південний схід від Уески.

## Демографія
Динаміка населення (INE ):

## Галерея зображень

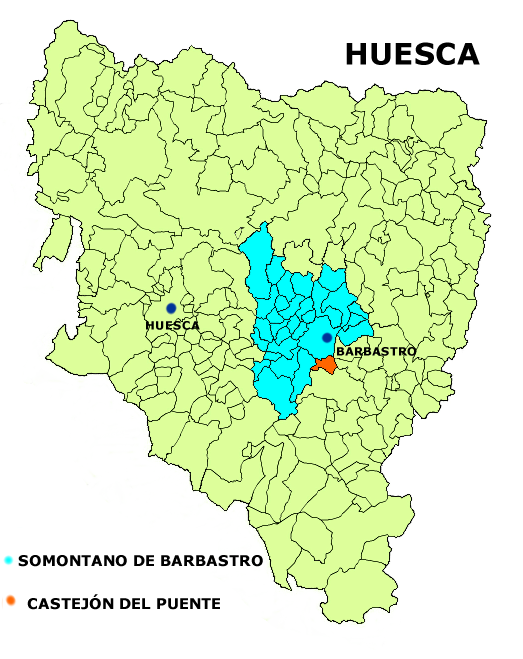
Розташування муніципалітету